# جويل سانشيز
جويل سانشيز (بالإسبانية: Joel Sánchez Ramos)‏ (مواليد 17 أغسطس 1974) هو لاعب كرة قدم. يلعب مع منتخب المكسيك لكرة القدم. سبق له أن لعب في كأس العالم لكرة القدم مع منتخب بلاده.

## روابط خارجية
- جويل سانشيز على موقع الاتحاد الدولي (مؤرشف)  (الإنجليزية)
- جويل سانشيز على موقع قاعدة بيانات كرة القدم.إي يو (الإنجليزية)
- جويل سانشيز على موقع ناشيونال فوتبول تيمز (الإنجليزية)
- جويل سانشيز على موقع Soccerway.com (الإنجليزية)
- جويل سانشيز على موقع عالم كرة القدم.نت (الإنجليزية)